# Зоряное (Харьковская область)
Зо́ряное, также Звёздное (укр. Зоряне; до 2016 г. — Ле́нинка, до 1947 г. — Хоральское) — село, Зорянский сельский совет, Красноградский район, Харьковская область, Украина.
Код КОАТУУ — 6323382001. Население по переписи 2001 года составляет 455 (228/227 м/ж) человек.
Является административным центром Зорянского сельского совета, в который, кроме того, входят сёла Тишенковка и Вишнёвое.

## Географическое положение
Село находится на левом берегу реки Ленная, недалеко от её истоков, река в этом месте пересыхает, на ней сделана запруда. На расстоянии в 1 км расположено село Вишнёвое. На расстоянии в 3 км проходит автомобильная дорога М-18 (E 105).

## История
- 1922 — дата основания.
- В 1947 году Хоральское переименовано в Ленинку в честь В. И. Ленина.
- В 2016 году название села было «декоммунизировано»[4][5], поскольку имело имя Ленина в названии, и его переименовали в Зоряное[1][2] (укр. Зоряне).

## Экономика
- Сельскохозяйственное ООО «Злагода».

## Достопримечательности
- Братская могила советских воинов и памятный знак воинам-односельчанам. Похоронено 29 воинов.
- Энтомологический заказник местного значения «Ленинский». Площадь 2,0 га. Размещается около села Зоряное на участке степного склона балки южной экспозиции. Флора представлена разнотравно-злаковой растительностью. Живёт около 40 видов полезных насекомых, среди которых одинокие дикие пчёлы, шмели, дикие осы.